# USS Mississippi (SSN-782)
USS Mississippi (SSN-782) — девятая подводная лодка США класса «Вирджиния», пятый корабль в составе ВМС США, названный в честь Миссисипи.

## История
2 мая 2012 года состоялась церемония передачи подводной лодки Mississippi (SSN 782) военно-морским силам США. При этом контрактом предусматривался срок сдачи — 30 апреля 2013 года, а экономия составила $60 млн. Строительство продолжалось 62 месяца, что стало рекордно коротким сроком строительства для подлодок класса «Вирджиния» и улучшило результат USS Missouri (SSN-780) на три месяца. По сравнению с головной подлодкой сроки строительства были сокращены на два года, при этом сокращение в часах составило 30 %.
Перед передачей АПЛ Mississippi успешно прошла ходовые испытания «Альфа» и «Браво», которые были завершены 27 апреля 2012. Церемония вступления АПЛ Mississippi в боевой состав ВМС состоится 2 июня в Паскагуле (шт. Миссисипи). Следующая лодка — USS Minnesota (SSN-783) — пройдет крещение осенью 2012 года.